# Ähtäri
Ähtäri (szw. Etseri) – miasto i gmina w Finlandii, położone w regionie Ostrobotnia Południowa w centralnej części kraju, należące do prowincji Finlandia Zachodnia.
Miasto Ähtäri ma powierzchnię 909,96 km², z czego 105 km² zajmuje woda. Liczba mieszkańców wynosi 6 489 osób, zaś gęstość zaludnienia 8,06 os./km² (dane z roku 2011).
Ähtäri jest atrakcyjne turystycznie m.in. ze względu na obecność zoo oraz hotelu Mesikämmen, zaprojektowanego częściowo w skale przez Tuomo i Timo Suomalainen. W pobliżu znajduje się jezioro Ähtärinjärvi.
W mieście jest stacja kolejowa Ähtäri.